# Vier arbeidershuisjes (Tilburg)

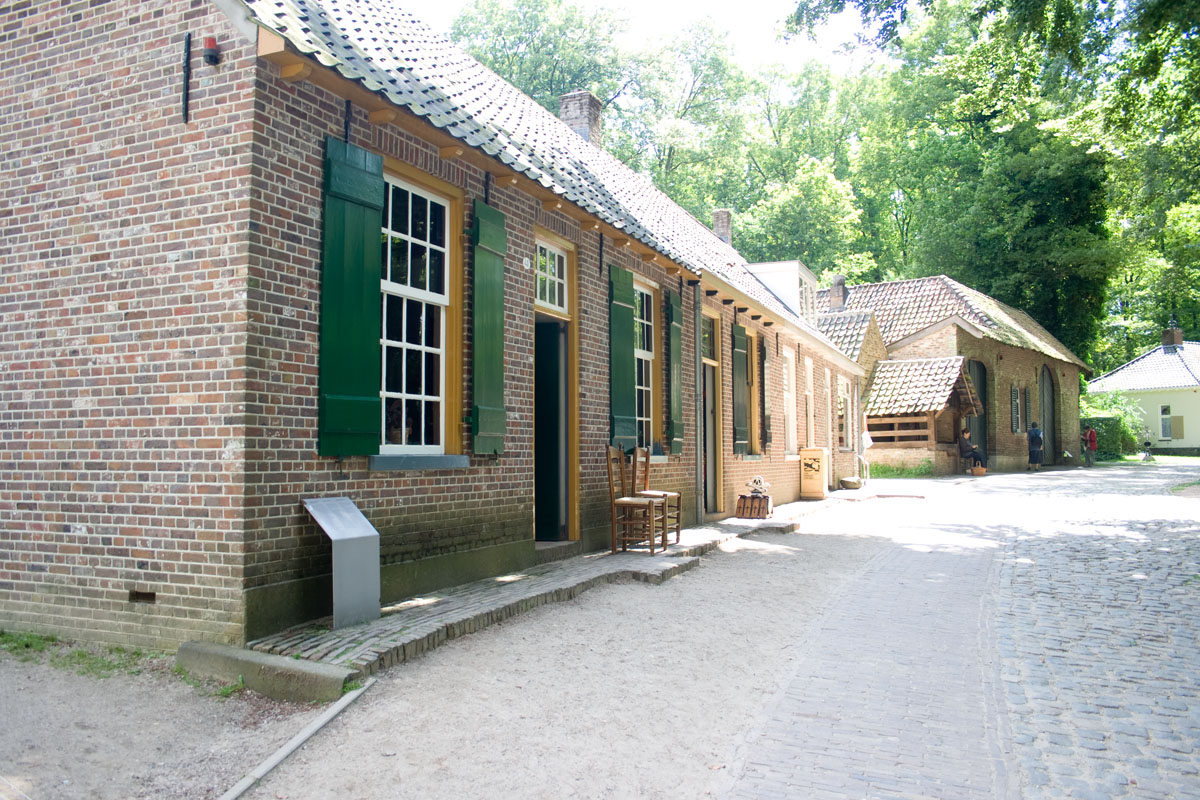
Vier arbeidershuisjes uit Tilburg, thans tijdstraatje 1860-1910-1950-1970

De Vier arbeidershuisjes uit Tilburg, zijn een rij bouwwerken in het Nederlands Openluchtmuseum in Arnhem.

## Geschiedenis
Drie van de vier arbeidershuisjes stonden ooit aan de Berkdijksestraat 40, 42 en 44 in Tilburg. Ze werden gebouwd door textielfabrikant J.N. van Diepen. Een groot aantal wevers- en arbeidersfamilies hebben deze huisjes bewoond. 
De huisjes maakten deel uit van blokken van 6 en 8 huisjes.
In 1955 moesten de drie huisjes wijken vanwege de doorbraak van de Coba Pulskenslaan op de Berkdijksestraat. De huisjes werden steen voor steen afgebroken, overgeplaatst naar het Nederlands Openluchtmuseum in Arnhem en aldaar weer opgebouwd. Een vierde huisje (eveneens afkomstig uit Tilburg) volgde in 1998.
In het museum zijn de vier huisjes als volgt ingericht. Het eerste huisje is ingericht anno 1870, een tijd waarin epidemische ziekten grote gevolgen kenden. In het tweede huisje staat de kindersterfte rond 1910 centraal, terwijl het derde huisje een beeld geeft van de verantwoorde huishouding van de wijkzuster uit 1954. In het vierde huisje ten slotte, is er aandacht voor de kraamzorg in 1970.
De huisjes die in 1955 in het museum arriveerden, stonden eerst op een andere plek in het museum. Pas in 1998 werden de drie huisjes, samen met het vierde, op de huidige plek gerealiseerd.